# 2-氟-6-氯苯甲醛
2-氟-6-氯苯甲醛是一种有机化合物，化学式为C7H4ClFO。它可由2-氟-4-氯苯甲醇经N-甲基吗啉氯铬酸盐（或过硫酸钾）在一定条件下氧化制得。也有文献通过2,6-二氯苯甲醛的氟化反应或2-氟-α,α,6-三氯甲苯的水解反应制得。它可以和丙二腈发生Knoevenagel反应。